# Escola Portuguesa de Arte Equestre

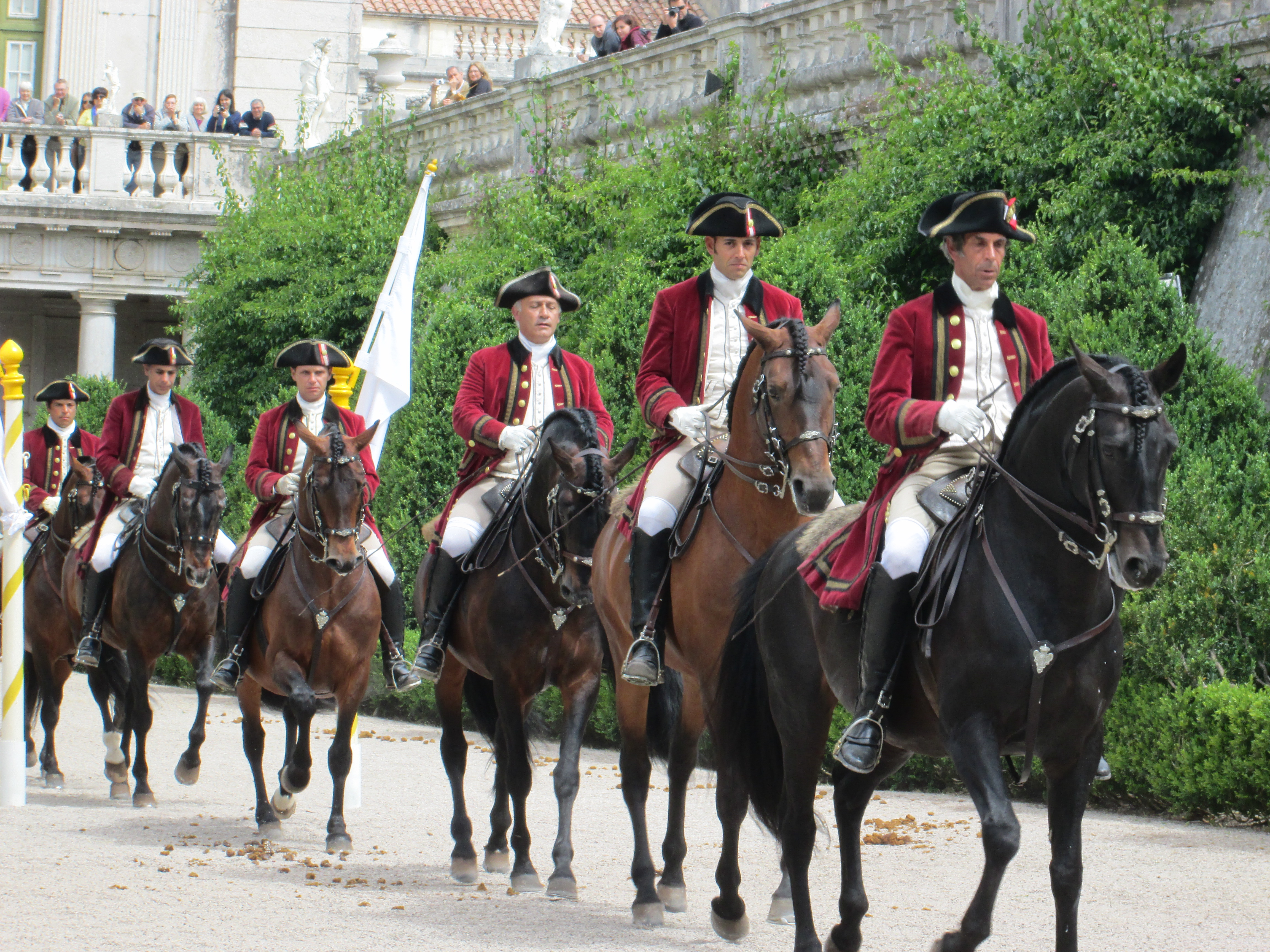

A Escola Portuguesa de Arte Equestre foi fundada em 1979. 
Desde 1996 que está estabelecida no Palácio Real de Queluz.
A escola tem a seu cargo 49 cavalos lusitanos Alter do Real, criados na Coudelaria de Alter, no Alto Alentejo, instituída em 1748 por João V de Portugal.

### Reconhecimento pela UNESCO
A UNESCO inscreveu, em 2024, a arte equestre portuguesa na sua Lista Representativa do Património Cultural Imaterial da Humanidade, reconhecendo o seu valor histórico e cultural. Este reconhecimento evidencia a longa tradição da equitação em Portugal, com especial relevo para a prática clássica desenvolvida pela Escola Portuguesa de Arte Equestre.